# 1359
1359 (MCCCLIX) a fost un an obișnuit al calendarului iulian, care a început într-o zi de joi.

## Evenimente
- Bogdan, Voievodul Maramureșului descalecă la est de Carpați, întemeind un stat cu capitala la Baia. Statul este format din Moldova de Nord și centrală.
- Bogdan îi alungă din Moldova pe Dragoșești; Sas și pe fiul său Balc.
- Moștenitorul lui Basarab, Nicolae Alexandru, a desăvârșit organizarea țării și a întemeiat mitropolia Țării Românești la Curtea de Argeș.

## Nașteri
- 31 martie: Filipa de Lancaster, soția regelui Ioan I al Portugaliei (d. 1415)

## Decese
- 21 iunie: Eric al XII-lea al Suediei (n. 1330)
- 25 octombrie: Beatrice a Castiliei, regină a Portugaliei (n. 1293)
- 13 noiembrie: Ivan al II-lea, mare cneaz al Rusiei (n. 1326)

- Grigore Palamas, 62 ani, teolog al ortodoxiei (n. 1296)
- Jacopo Dondi dell'Orologio, 68 ani, medic, astronom italian (n. 1290)